# Joseph Rodman Drake

Joseph Rodman Drake

Joseph Rodman Drake (geboren am 7. August 1795 in New York; gestorben am 21. September 1820 ebenda) war ein amerikanischer Dichter. Wurden seine Gedichte, insbesondere The American Flag und The Culprit Fay, im 19. Jahrhundert noch vielfach anthologisiert, so ist er heute fast in Vergessenheit geraten.

## Leben
Drake, früh Halbwaise, besuchte das Columbia College und erhielt unter Dr. Nicholas Romayne zudem eine private Ausbildung als Mediziner; er praktizierte aber zu keiner Zeit selbst als Arzt. Im Oktober 1816 heiratete er Sarah Eckford, eine Tochter des wohlhabenden Schiffbauers Henry Eckford, konnte sich in der Folge mit dem Vermögen seiner Frau einen großzügigen Lebenswandel erlauben und unternahm 1818 eine Europareise. Nachdem bei ihm Tuberkulose diagnostiziert worden war, begab er sich 1819 zur Kur – und um seine dorthin verzogene Mutter zu besuchen – nach New Orleans, doch konnte das Klima sein Leiden kaum lindern. Nach seiner Rückkehr nach New York zog er sich völlig aus der Öffentlichkeit zurück und verstarb am 21. September 1820 im Alter von nur fünfundzwanzig Jahren. Auf dem Sterbebett soll er verfügt haben, dass seine Gedichte verbrannt werden sollten, doch seine Tochter besorgte 1835 eine erste Werkausgabe.
Drakes Freund Fitz-Greene Halleck verfasste kurz nach dem Tod seines Freundes eine Elegie auf Drakes Tod (Green be the turf above thee, „Grün sei der Rasen über dir“), die seither häufig mit Drakes Werken mitgedruckt wurde. Drake wurde am Hunt’s Point in der Bronx beigesetzt. Um sein Grab wurde 1915 ein nach ihm benannter Park eingeweiht und ein kleines Marmordenkmal errichtet, auf dem Hallecks Zeilen zu Drakes Tod zu lesen sind.

## Werk

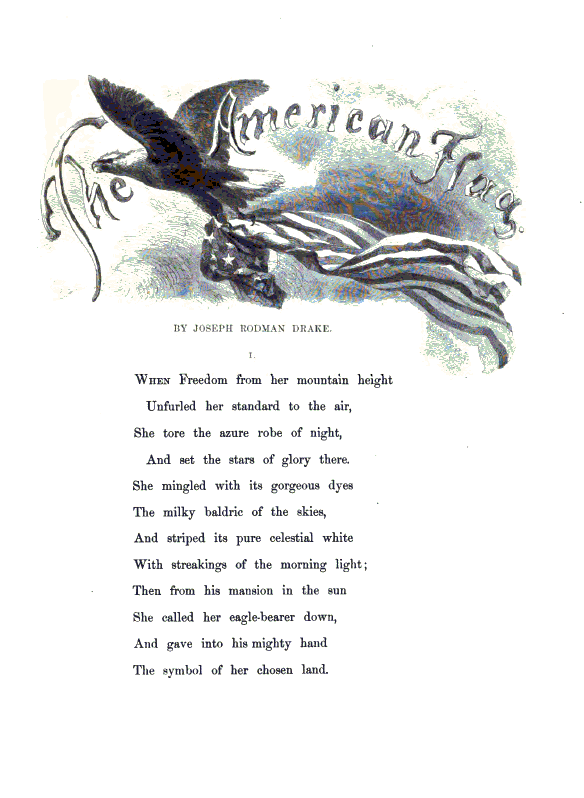
Erste Seite einer Ausgabe von The American Flag aus dem Jahr 1861. Zu dieser Zeit brach der Amerikanische Bürgerkrieg aus und führte zu einer Welle des Patriotismus – Rodmans Gedicht wurde als Appell an den Unionsgedanken wieder aufgelegt.

Drake begann schon in seiner Kindheit zu dichten und orientierte sich an europäischen Vorbildern, insbesondere an der irisch-schottischen Romantik von Thomas Moore, Thomas Campbell und Walter Scott. Bekanntheit erlangte seine Dichtung mit einer Reihe von humoristischen Salonstückchen zur Belustigung der besseren Kreise New Yorks, die 1819–20 in der Tageszeitung Evening Post unter dem Pseudonym Croaker (deutsch „Krächzer“) erschienen, in der Stadt bald zum Tagesgespräch wurden und auch andernorts nachgedruckt wurden. Fitz-Greene Halleck schloss sich dem literarischen Versteckspiel an und veröffentlichte bald Gedichte mit dem Pseudonym Croaker, Jr.; die letzten Gedichte der Serie, gleich ob von Drake oder Halleck verfasst, erschienen unter dem Sammelpseudonym Croaker & Co. Die Croaker Pieces, durchweg in konventionellen jambischen Penta- oder Tetrametern gehalten, kommentieren zumeist zeitgenössische Lokalpolitiker, Persönlichkeiten und Moden und erscheinen dem heutigen Leser eher als Klatsch; Zielscheiben des sanften Spotts der Croaker waren unter anderem John Trumbull, dessen Gemälde The Declaration of Independence (1795) den Dichtern in Absicht und Ausführung lächerlich erschien, die umständliche Ausdrucksweise des Jahresberichts der New Yorker Gesundheitsbehörde, die Ränkespiele der Tammany Hall und der Dichter James Kirke Paulding. Das zuletzt erschienene Gedicht aus der Croaker-Reihe ist bis heute bekannteste: The American Flag, eine ebenso patriotische wie pathetische Ode an die Flagge der Vereinigten Staaten. Die Anerkennung, die das Werk unter seinen Lesern fand und findet, ist dabei wohl weniger seinen literarischen Qualitäten als seiner patriotischen Denkungsart geschuldet. So schrieb etwa William Ellery Leonard in seinem Beitrag zu Drake in der Cambridge History of English and American Literature, dass das Gedicht es noch immer vermöge, das Blut eines jeden – außer das eines Literaturkritikers – in Wallung zu bringen. Das Gedicht ist verschiedentlich vertont und zu offiziellen Anlässen gesungen worden.
Weitere Gedichte Drakes erschienen 1835 in Buchform. Besondere Aufmerksamkeit fand das längste Gedicht des Bandes, The Culprit Fay – eine Art episches Kunstmärchen über Feen am Hudson River. Es ist offenbar inspiriert von Wielands Oberon, das 1799 von John Quincy Adams ins Englische übertragen worden war. Die Cyclopedia of American Literature (1856) der Gebrüder Evert Augustus Duyckinck und George Long Duyckinck vermerkt, dass Drake die Idee zu diesem Gedicht in einem Gespräch mit Halleck, James Fenimore Cooper und James Ellsworth De Kay gekommen sei, in dessen Verlauf die Frage erörtert wurde, ob die amerikanische Natur sich nicht ebenso wie die schottische (etwa bei Robert Burns) als Sujet romantischer Dichtung eigne. Während Cooper und Halleck dies für unmöglich hielten, machte sich Drake daran, ihnen das Gegenteil zu beweisen. Von den zeitgenössischen Kritikern wurde das Gedicht teils überschwänglich gelobt, allein Edgar Allan Poe zeigte sich nicht beeindruckt und bezeichnete Drakes Dichtung in seiner Rezension des Bandes für den Southern Literary Messenger geradeheraus als lächerlich. Nach einer Litanei über die allgemeine Unfähigkeit der amerikanischen Literaturkritiker ließ er sich detailliert über die Schwächen von Drakes Lyrik aus, die sich allzu sehr auf abgedroschene Vergleiche und die Aufzählung lieblicher, aber beliebiger Details verlasse.
Drakes Gedichte wurden in den Jahrzehnten nach seinem Tod vielfach neu aufgelegt, anthologisiert und in den frühen Darstellungen der amerikanischen Literaturgeschichte kanonisiert, so in der Cyclopedia der Duyckincks und Rufus Wilmot Griswolds The Poets and Poetry of America (1856). Oft wurde Drake als „amerikanischer Keats“ bezeichnet, mindestens ob der Parallelen in den Lebensläufen beider – beide wurden 1795 geboren, studierten Medizin und wandten sich der Dichtung zu, und beide starben jung an Tuberkulose. Neuere Literaturgeschichten haben sich Poes Urteil angeschlossen und führen Drake allenfalls als drittrangigen Poetaster, im Vergleich zu seinen Zeitgenossen Bryant oder späteren Romantikern wie Emerson erscheint seine Dichtung allzu konventionell und trivial.

### Werkausgaben
- The Culprit Fay, And Other Poems. George Dearborn, New York 1835.
- The Culprit Fay, And Other Poems. Van Norden and King, New York 1847.
- The Croakers. Bradford Club Series [no. 2], New York 1860.

### Sekundärliteratur
- Victor Hugo Paltsits: Papers and Proceedings of the Drake Memorial Celebration, May 29, 1915: Together with a Bibliography of the Writings of Dr. Joseph Rodman Drake. The Bronx Society of Arts and Sciences, New York 1919.
- Joseph J. Letter: New York in 1819: Defining a Local Public in the 'Croaker' Poems of Joseph Rodman Drake and Fitz-Greene Halleck. In: American Periodicals 21:1, 2011. S. 50–71.
- Frank L. Pleadwell: The Life and Works of Joseph Rodman Drake (1795–1820): A Memoir and Complete Text of His Poems and Prose, Including Much Never before Printed. The Merrymount Press, Boston 1935.
- Edgar Allan Poe: Rezension zu The Culprit Fay und Alnwick Castle. In: Southern Literary Messenger, April 1836.
- Joseph Slater: The Case of Drake and Halleck. In: Early American Literature 8, 1973. S. 285–97.